# Olivia Benson
Olivia Benson é uma personagem fictícia da série americana Law & Order: Special Victims Unit. Ela é interpretada por Mariska Hargitay.

## Caracterização

### Conceito e criação
O criador da série, Dick Wolf, tem uma filha chamada Olivia e um filho chamado Elliot, para quem ele chamou os dois detetives principais da série. Olivia Benson é uma detetive da Special Victims Unit de Manhattan, que investiga crimes sexuais. Elliot Stabler (Christopher Meloni) é o seu parceiro. Liv, como é chamada pelos colegas, é dura com os bandidos (principalmente homens), mas doce e simpática com as vítimas (especialmente mulheres).
Mariska Hargitay revelou que os roteiristas vetam mostrar Olivia bêbada, isso para manter a integridade da detetive.
Na maioria das vezes, se envolve emocionalmente nos casos. O produtor executivo e diretor escritor Neal Baer explicou que ela é "a empatia e a voz dedicada por essas vítimas", em contraste com Elliot, que encarna "a raiva que sentimos, e o sentimento 'Como isso pode acontecer?'". Sobre a parceria dos dois, Baer avaliou que: "Ambos representam os sentimentos que sentimos quando ouvimos simultaneamente sobre esses casos. É por isso que eles trabalham tão bem juntos.".
A empatia de Olivia com das vítimas tem raízes em sua vida pessoal. Ela foi concebida no estupro de sua mãe. Sua mãe, Serena (Elizabeth Ashley), era uma alcoólica. Na 2ª temporada, epsódio "Taken", Serena morre caindo em um lance de escadas do metrô fora da entrada de um bar. Em um episódio posterior, "Intoxicated", ela menciona ter se envolvido, brevemente, com dos alunos de sua mãe, quando tinha 16 anos.
Olivia é graduada pela Siena College. Enquanto estava lá, participou de uma irmandade. Além de Inglês, Olivia fala Espanhol e Francês, além de ser capaz de ler direitos em outros três idiomas.
No final da 15ª temporada, Benson adota Noah Porter. Ele achou Porter em uma investigação de pornografia infantil. Ele localizou a mãe biológica de Porter-Ellie Porter-, mas ela morreu subsequentemente.

### Relacionamentos
Mariska Hargitay tem caracterizado a relação de Olivia e Elliot como "muito complicada". Sua avaliação é de que:
"Às vezes é muito parecido com um irmão e uma irmã, e eu acho que a razão que eles são tão próximos é que eles compartilham uma paixão por seus empregos e pelas pessoas. Eles têm um respeito mútuo um pelo outro. Acho que a média de vida de um detetive SVU é de quatro anos por causa da dificuldade e estresse envolvido. Eles estão lá por mais tempo do que isso, para que se sintam como se estivessem no seu próprio mundo. Há também a química sexual entre eles, é tão carregado e em camadas. As pessoas me perguntam se alguma vez eles ficaram juntos - e as pessoas querem isso, e às vezes eu penso que mesmo Olivia quer isso - mas eu não acho que vai acontecer."
Baer concorda que uma relação romântica entre os dois é pouco provável, porém, comentou: "Você nunca pode dizer nunca."
Mariska Hargitay declarou que sua cena favorita em SVU ocorre na 7ª temporada, no episódio "Falta", quando Olivia é confrontada com a possibilidade de perder Stabler: "Lou Diamond Phillips [que interpretou um assassino de crianças] tem uma arma na cabeça de Elliot. Estou negociando [com ele para largar a arma]. Foi doloroso, cena de altas estacas. Elliot e eu tenho que admitir que queremos dizer ao outro… Ele é tudo o que [meu personagem] Olivia tem. Portanto, este era o lugar onde nós realmente tínhamos que pagar fora.".
Na primeira temporada da série, Benson teve um breve romance com um de seus colegas de SVU, o Detetive Brian Cassidy (Dean Winters). Está implícito que ela acaba ele no episódio "Disrobed", quando ele chega muito perto de sua vida particular. Cassidy sai da delegacia, no final do episódio. Na 9ª temporada, episódio "Closet", toda equipe de SVU fica surpresa ao descobrir que Olivia está namorando o jornalista Kurt Moss (Bill Pullman) há três ou quatro meses. Ela só assume o namoro porque Corregedoria está investigando Olivia e Elliot em um caso em que o departamento acidentalmente revelou a homossexualidade de um famoso jogador de futebol profissional. Até o final do episódio, ela rompe com Kurt.

### Desenvolvimento
Mariska Hargitay comentou a história que em Olivia encontra sua família paterna: "provavelmente a maior coisa que já aconteceu com Olivia." Ela sente que seu personagem é um modelo para as jovens, revelando:
"Eu recebo cartas dizendo 'eu quero fazer a coisa certa como Olivia. Eu quero ser forte como Olivia. Meu amigo fez isso, mas eu não fiz isso por causa de Olivia.' Para mim, quando um programa de televisão tem esse tipo de efeito positivo sobre os jovens, é grande. Eu acho que é uma coisa boa para fazer os jovens conscientes."

## Recepção
Mariska Hargitay ganhou vários prêmios por seu papel como Olivia Benson:
- Em 2000 foi indicada ao Satellite Awards, na categoria "Melhor Performance de uma Atriz em uma Série de Drama".
- Em 2000 foi indicada ao TV Guide Awards, na categoria "Melhor Atriz em série nova".
- Em 2000 foi indicada ao Viewers for Quality Television Awards, na categoria "Melhor Atriz em Série Drama de Qualidade".
- Em 2004 ganhou o Gracie Allen Awards, na categoria "Melhor Desempenho Individual Feminino em Série - Drama".
- Foi indicada ao Emmy Awards, na categoria "Melhor Atriz em Série Dramática", em 2004, 2005, 2006, 2007, 2008, 2009. Ganhou o prêmio em 2006. Quando ganhou o Emmy Mariska comentou: "Isso só me faz querer ser melhor. Agora eu sou uma vencedora do Emmy. Tenho de me intensificar."
- Em 2005 ganhou o Golden Globe Awards, na categoria "Melhor Atriz (série dramática) em televisão". E em 2009 foi indicada novamente ao prêmio.
- Foi indicada ao Screen Actors Guild Awards, na categoria "Melhor Performance Feminina por um Ator em uma Série Drama", em 2004, 2006, 2007, 2009 e para o próximo prêmio, em 2010.
- Em 2007 ganhou o PRISM Awards, na categoria "Melhor performance em um episódio de Série Dramática". E anteriormente, em 2004, havia sido indicada ao prêmio.
- Em 2007 foi indicada ao TV Land Awards, na categoria "Favorite Lady Gumshoe".
- Em 2009 foi indicada ao People's Choice Awards na categoria "Personalidade da TV feminina favorita".

John Carman do San Francisco Chronicle chamou Mariska Hargitay de: "o ator mais fraco do programa". No entanto, o escritor Jean Gonick, colega de John Carman no San Francisco Chronicle considerou Olivia Benson um modelo adequado para adolescentes, chamando-a de "corajosa e forte, e indescritivelmente linda", e escreveu que "Olivia Benson é o nosso próprio herói especial. Ela luta contra o mal, vinga a mãe, enfrenta seus demônios, mas recusa-se a data-los.".
1. ↑  «Roteiristas proíbem Olivia Benson bêbada em Law & Order: SVU». Diário de Séries. 3 de outubro de 2024. Consultado em 11 de outubro de 2024